# Rennerova bouda
Rennerova bouda (německy Rennerbaude) je zaniklá horská bouda v Krkonoších na severním svahu Luční hory. Postavena byla v roce 1797, vyhořela roku 1938.

## Poloha
Bouda se nacházela na Bílé louce v Krkonoších na svahu Luční hory. Kolem vede Stará Bucharova cesta ze Svatého Petra po svahu Kozích hřbetů k Luční boudě. Po boudě na Sněžce to byla druhá nejvýše položená bouda v českých Krkonoších – cca 1 400 m n. m.

## Historie
Byla postavena bratry Ignácem a Augustem Rennerem roku 1797. Rod Rennerů přišel z Alp v době kolonizace v 16. století. U nájemců Luční boudy, kteří byli blízkými příbuznými, stavba vyvolala obavy z konkurence. Stavbě se snažili zabránit. Došlo to až tak daleko, že jednoho z bratří hodili do jámy na hašení vápna. Byla to typická letní bouda. Hlavní stavební materiál byly dřevěné trámy těsně sesazené se spárami vyplněnými mechem, zatřenými jílem, zevnitř obložené prkny, která byla použita i na podlahu. Část stěn byla kamenná. Návětrné stěny severní a západní byly pokryté šindelem. Střecha byla zatížena kameny. Pro zmírnění odporu větru neměla štíty. Od roku 1832 byla majetkem rodu Buchbergů ze Svatého Petra. V létě zde bylo ustájeno 40 kusů hovězího dobytka, který se pásl v okolí boudy. V roce 1880 byla přestavěna na celoročně obyvatelnou a vybavena hostinskými pokoji. V roce 1886 byla přistavěna typická veranda s výhledem na Bílou a Čertovu louku. V roce 1899 a 1906 následovalo další zvýšení ubytovací kapacity. Později odkoupena bratry Bönischovými z Luční boudy, čímž dlouholetá rivalita skončila. V době všeobecné mobilizace byla bouda obsazená hlídkami československé armády. Po mnichovské dohodě armáda boudu 2. října 1938 opustila a bouda stejně jako nedaleká Luční vyhořela. V době okupace započal Gustav Bönisch novou výstavbu, postavil hrubou stavbu bez střechy, stavbu však nedostavěl. V roce 1950 byla stavba rozebrána. Materiál z boudy byl přemístěn k boudě Výrovce pomocí vojenské lanovky.

## Současnost
Po boudě zbyla plošina se zbytkem základů a vyvěrající pramen.

## Fotogalerie

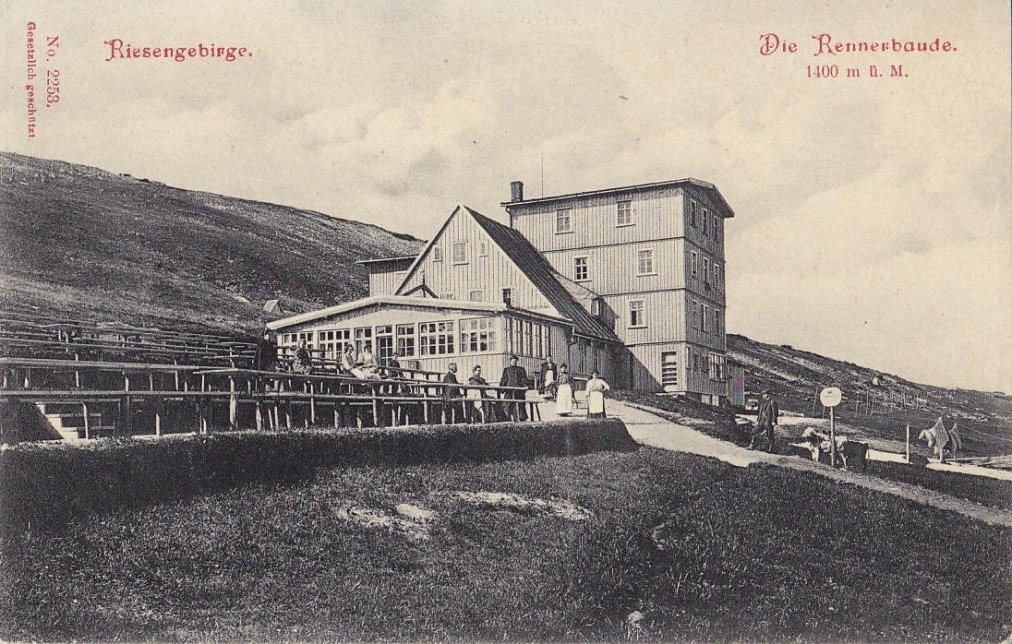
Pohlednice z roku 1906
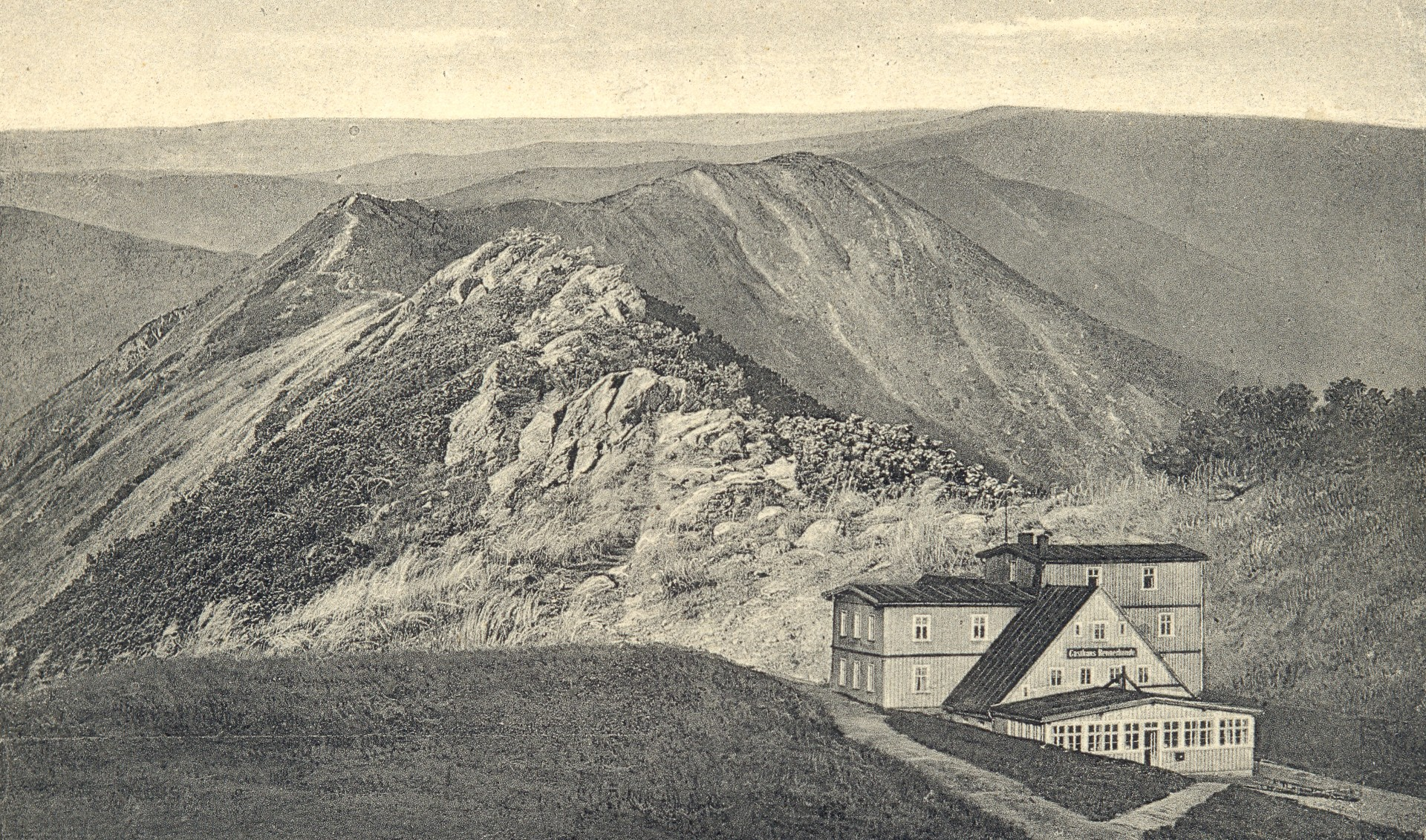
Dobová fotomontáž, zač. 20. stol.